# 篠原右近
篠原 右近（しのはら うこん）は、戦国時代から江戸時代前期の阿波国の武将、僧。木津城主・篠原自遁の三男。

## 生涯
阿波三好家重臣・篠原自遁の三男で、現在の徳島県鳴門市に所在する真宗寺院・圓勝寺の開基と伝わる。
右近は戦没した父の冥福を祈るため、本願寺法主顕如のもとに赴いて得度し、文禄年間（1592–1596年）、元いた地に戻り圓勝寺を建立したという。篠原氏の主家・阿波三好家と本願寺は織田信長との対立の中で手を結んでおり、また篠原長房が本願寺8世法主・蓮如の孫である教行寺兼詮の娘を妻にし、紀伊に逃れた長房の子・松満丸を顕如が支援するなど、篠原氏と本願寺の間には縁があった。
寛永元年（1624年）3月19日に死去した。